# کره جنوبی در المپیک

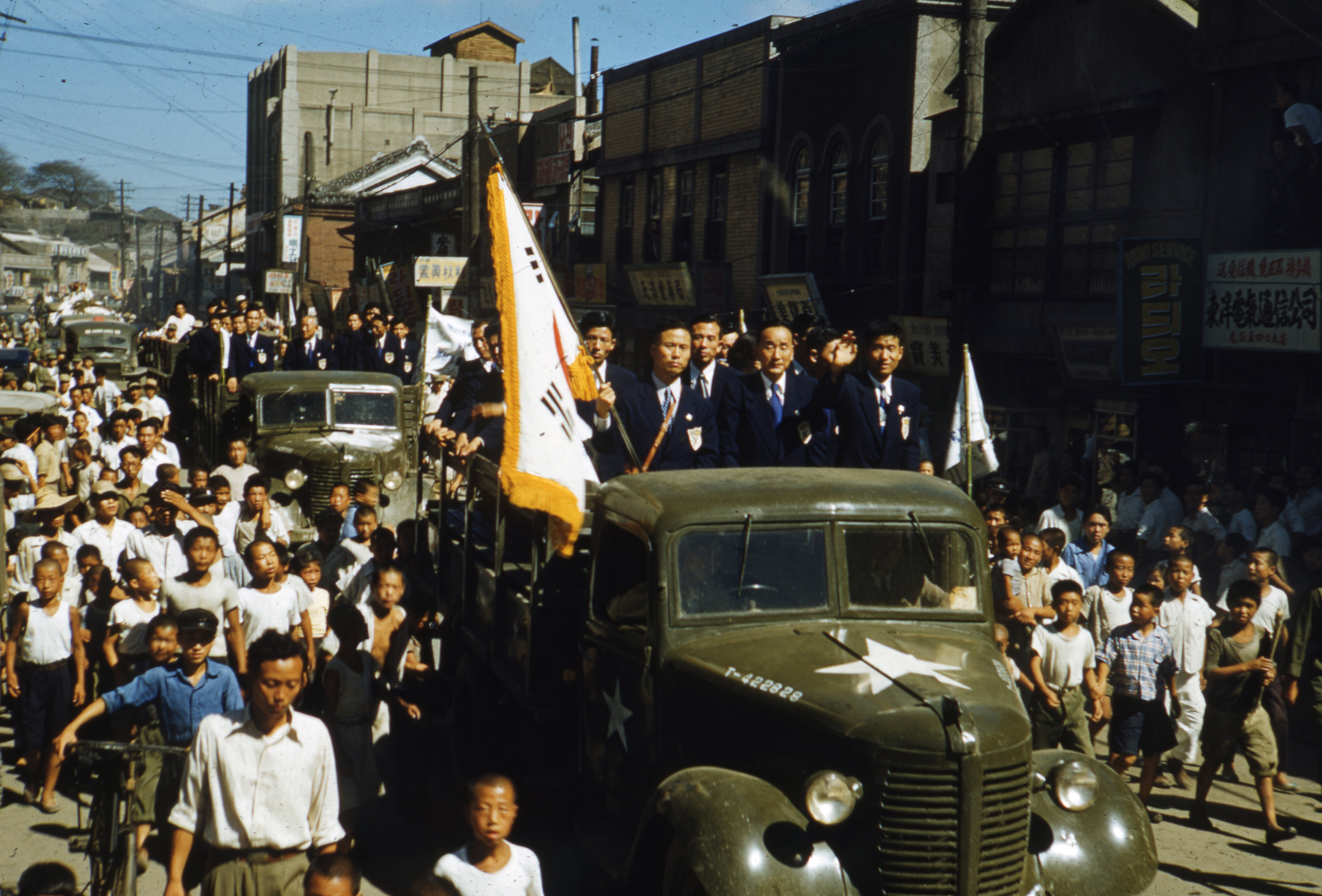
تجلیل از ورزشکارانی که در المپیک 1952 هلسینکی مدال کسب کرده بودند. این رویداد نه تنها به عنوان یک جشن ورزشی، بلکه به عنوان یک نماد از اتحاد و همبستگی مردم کره نیز شناخته می‌شود.

کشور کره جنوبی در بازی‌های المپیک توانسته ۲۴۳ مدال در بازی‌های المپیک تابستانی و ۴۵ مدال در بازی‌های المپیک زمستانی کسب کند.

## جدول مدال‌ها بر پایه بازی‌ها

### بازی‌های المپیک تابستانی
| بازی              | ورزشکار    | طلا        | نقره       | برنز       | مجموع      | رتبه       |
| ۱۹۴۸ لندن         | ۵۰         | ۰          | ۰          | ۲          | ۲          | ۳۲         |
| ۱۹۵۲ هلسینکی      | ۱۹         | ۰          | ۰          | ۲          | ۲          | ۳۷         |
| ۱۹۵۶ ملبورن       | ۳۵         | ۰          | ۱          | ۱          | ۲          | ۲۹         |
| ۱۹۶۰ رم           | ۳۶         | ۰          | ۰          | ۰          | ۰          | –          |
| ۱۹۶۴ توکیو        | ۱۵۴        | ۰          | ۲          | ۱          | ۳          | ۲۷         |
| ۱۹۶۸ مکزیکو سیتی  | ۵۴         | ۰          | ۱          | ۱          | ۲          | ۳۶         |
| ۱۹۷۲ مونیخ        | ۴۲         | ۰          | ۱          | ۰          | ۱          | ۳۳         |
| ۱۹۷۶ مونترال      | ۵۰         | ۱          | ۱          | ۴          | ۶          | ۱۹         |
| ۱۹۸۰ مسکو         | شرکت نداشت | شرکت نداشت | شرکت نداشت | شرکت نداشت | شرکت نداشت | شرکت نداشت |
| ۱۹۸۴ لس آنجلس     | ۱۷۵        | ۶          | ۶          | ۷          | ۱۹         | ۱۰         |
| ۱۹۸۸ سئول         | ۴۰۱        | ۱۲         | ۱۰         | ۱۱         | ۳۳         | ۴          |
| ۱۹۹۲ بارسلونا     | ۲۲۶        | ۱۲         | ۵          | ۱۲         | ۲۹         | ۷          |
| ۱۹۹۶ آتلانتا      | ۳۰۰        | ۷          | ۱۵         | ۵          | ۲۷         | ۱۰         |
| ۲۰۰۰ سیدنی        | ۲۸۱        | ۸          | ۱۰         | ۱۰         | ۲۸         | ۱۲         |
| ۲۰۰۴ آتن          | ۲۶۴        | ۹          | ۱۲         | ۹          | ۳۰         | ۹          |
| ۲۰۰۸ پکن          | ۲۶۷        | ۱۳         | ۱۰         | ۸          | ۳۱         | ۷          |
| ۲۰۱۲ لندن         | ۲۴۸        | ۱۳         | ۸          | ۷          | ۲۸         | ۵          |
| ۲۰۱۶ ریو د ژانیرو |            |            |            |            |            |            |
| مجموع             | مجموع      | ۸۱         | ۸۲         | ۸۰         | ۲۴۳        | ۱۶         |